# La Familia (албум RBD)
 (срп. Породица) је пети, али први албум-компилација мексичке групе RBD. Албум је објављен да би промовисао истоимени ситком, чији су актери чланови групе. Албум садржи једну нову песму Quiero Poder, коју је написала и продуцирала Дулсе Марија. Поред ове песме, албум садржи и 2 акустичне песме, једну уживо и 6 песама са претходних албума. Албум садржи и DVD, на коме је приказано снимање песме Quiero Poder.

## Списак песама
1. - 02:47
2. - 03:32
3. - 03:41
4. - 03:17
5. - 03:08
6. - 03:44
7. - 02:59
8. - 03:56
9. - 03:30
10. - 03:43